# Zwemmen op de Olympische Zomerspelen 2012 – 200 meter wisselslag mannen
De 200 meter wisselslag mannen op de Olympische Zomerspelen 2012 in Londen vond plaats op 1 augustus, series en halve finales, en 2 augustus 2012, finale. Omdat het zwembad waarin de wedstrijd gehouden werd 50 meter lang is, bestond de race uit vier baantjes. Na afloop van de series kwalificeerden de zestien snelste zwemmers zich voor de halve finales, de snelste acht uit de halve finales gingen door naar de finale. Regerend olympisch kampioen was Michael Phelps uit de Verenigde Staten.

## Records
Voorafgaand aan het toernooi waren dit het wereldrecord en het olympisch record.
| Wereldrecord     | Ryan Lochte    | 1.54,00 | Shanghai | 28 juli 2011     |
| Olympisch record | Michael Phelps | 1.54,23 | Peking   | 15 augustus 2008 |

## Uitslagen

### Series
| Rang | Serie | Baan | Naam                | Land                  | Tijd    | Bijz. |
| ---- | ----- | ---- | ------------------- | --------------------- | ------- | ----- |
| 1    | 3     | 4    | László Cseh         | Hongarije             | 1:57.20 | Q     |
| 2    | 5     | 4    | Ryan Lochte         | Verenigde Staten      | 1:58.03 | Q     |
| 3    | 4     | 3    | Kosuke Hagino       | Japan                 | 1:58.22 | Q     |
| 4    | 4     | 4    | Michael Phelps      | Verenigde Staten      | 1:58.24 | Q     |
| 5    | 5     | 5    | Thiago Pereira      | Brazilië              | 1:58.31 | Q     |
| 6    | 3     | 5    | James Goddard       | Groot-Brittannië      | 1:58.56 | Q     |
| 7    | 5     | 3    | Markus Deibler      | Duitsland             | 1:58.61 | Q     |
| 8    | 4     | 5    | Markus Rogan        | Oostenrijk            | 1:58.66 | Q     |
| 9    | 4     | 6    | Ken Takakuwa        | Japan                 | 1:58.82 | Q     |
| 10   | 5     | 7    | Henrique Rodrigues  | Brazilië              | 1:59.37 | Q     |
| 11   | 3     | 2    | Chad le Clos        | Zuid-Afrika           | 1:59.45 | Q     |
| 12   | 5     | 8    | Gal Nevo            | Israël                | 1:59.56 | Q     |
| 13   | 5     | 6    | Daniel Tranter      | Australië             | 1:59.70 | Q     |
| 14   | 5     | 1    | Vytautas Janusaitis | Litouwen              | 1:59.84 | Q     |
| 15   | 3     | 3    | Joe Roebuck         | Groot-Brittannië      | 2:00.04 | Q     |
| 16   | 2     | 6    | Andrew Ford         | Canada                | 2:00.28 | Q     |
| 17   | 2     | 3    | Raphael Stacchiotti | Luxemburg             | 2:00.38 |       |
| 18   | 3     | 1    | Diogo Carvalho      | Portugal              | 2:00.40 |       |
| 19   | 3     | 8    | Marcin Cieślak      | Polen                 | 2:00.45 |       |
| 20   | 4     | 8    | Federico Turrini    | Italië                | 2:00.63 |       |
| 21   | 3     | 7    | Darian Townsend     | Zuid-Afrika           | 2:00.67 |       |
| 22   | 2     | 4    | Bradley Ally        | Barbados              | 2:00.85 |       |
| 23   | 3     | 6    | Wang Shun           | China                 | 2:00.85 |       |
| 24   | 2     | 5    | Alexander Tikhonov  | Rusland               | 2:01.00 |       |
| 25   | 2     | 7    | Martin Liivamagi    | Estland               | 2:01.09 |       |
| 26   | 2     | 1    | Andreas Vazaios     | Griekenland           | 2:01.23 |       |
| 27   | 4     | 2    | Philip Heintz       | Duitsland             | 2:01.32 |       |
| 28   | 2     | 8    | David Karasek       | Zwitserland           | 2:01.35 |       |
| 29   | 2     | 2    | Taki M'Rabet        | Tunesië               | 2:01.41 |       |
| 30   | 4     | 1    | Wu Peng             | China                 | 2:01.43 |       |
| 31   | 4     | 7    | Jayden Hadler       | Australië             | 2:01.54 |       |
| 32   | 1     | 5    | Jung Won-Yong       | Zuid-Korea            | 2:03.33 |       |
| 33   | 1     | 4    | Maksym Shemberev    | Oekraïne              | 2:03.40 |       |
| 34   | 1     | 3    | Nuttapong Ketin     | Thailand              | 2:03.91 |       |
| 35   | 5     | 2    | Dávid Verrasztó     | Hongarije             | 2:04.53 |       |
| 36   | 1     | 6    | Ensar Hajder        | Bosnië en Herzegovina | 2:05.70 |       |

### Halve finales
| Rang | Naam                | Land             | Tijd    | Serie | Baan | Bijz. |
| ---- | ------------------- | ---------------- | ------- | ----- | ---- | ----- |
| 1    | Ryan Lochte         | Verenigde Staten | 1.56,13 | 1     | 4    | Q     |
| 2    | László Cseh         | Hongarije        | 1.56,74 | 2     | 4    | Q     |
| 3    | Michael Phelps      | Verenigde Staten | 1.57,11 | 1     | 5    | Q     |
| 4    | Thiago Pereira      | Brazilië         | 1.57,45 | 2     | 3    | Q     |
| 5    | Kosuke Hagino       | Japan            | 1.57,95 | 2     | 5    | Q     |
| 6    | Ken Takakuwa        | Japan            | 1.58,31 | 2     | 2    | Q     |
| 7    | James Goddard       | Groot-Brittannië | 1.58,49 | 1     | 3    | Q     |
| 7    | Chad le Clos        | Zuid-Afrika      | 1.58,49 | 2     | 7    | [ 1 ] |
| 9    | Markus Deibler      | Duitsland        | 1.58,88 | 2     | 6    | Q     |
| 10   | Gal Nevo            | Israël           | 1.59,17 | 1     | 7    |       |
| 11   | Joe Roebuck         | Groot-Brittannië | 1.59,57 | 2     | 8    |       |
| 12   | Henrique Rodrigues  | Brazilië         | 1.59,58 | 1     | 2    |       |
| 13   | Vytautas Janusaitis | Litouwen         | 2.00,13 | 1     | 1    |       |
| 14   | Daniel Tranter      | Australië        | 2.00,46 | 2     | 1    |       |
| 15   | Andrew Ford         | Canada           | 2.01,58 | 1     | 8    |       |
| 16   | Markus Rogan        | Oostenrijk       |         | 1     | 6    | DSQ   |

### Finale
| Rang   | Naam           | Land             | Tijd    | Baan | Bijz. |
| ------ | -------------- | ---------------- | ------- | ---- | ----- |
| Goud   | Michael Phelps | Verenigde Staten | 1.54,27 | 3    |       |
| Zilver | Ryan Lochte    | Verenigde Staten | 1.54,90 | 4    |       |
| Brons  | László Cseh    | Hongarije        | 1.56,22 | 5    |       |
| 4      | Thiago Pereira | Brazilië         | 1.56,74 | 6    |       |
| 5      | Kosuke Hagino  | Japan            | 1.57,35 | 2    |       |
| 6      | Ken Takakuwa   | Japan            | 1.58,53 | 7    |       |
| 7      | James Goddard  | Groot-Brittannië | 1.59,05 | 1    |       |
| 8      | Markus Deibler | Duitsland        | 1.59,10 | 8    |       |